# ويكيبيديا الأرمنية
ويكيبيديا الأرمنية (بالأرمنية: Վիքիպեդիա) هي النسخة الأرمنية من موسوعة ويكيبيديا.

## التاريخ

### تغيير الاسم
سُميت ويكيبيديا الأرمينية في الأصل باسم Վիքիփեդիա (Vikʻipʻedia) ولكن في عام 2012 تغيرت إلى Վիքիպեդիա (Vikʻipedia). استبدل الحرف պ (pē) بالحرف փ (pʻiwr) ليعكس النطق المستخدم في اللهجة الأرمنية الشرقية، وهو الشكل الرسمي للغة المستخدمة في أرمينيا.

### أرمني واحد، مقال واحد
في 24 مارس 2014، أطلقت كل من ويكيميديا أرمينيا والمجتمع الأرمني حملة بعنوان «أرميني واحد، مقال واحد» (الأرمينية: «Մեկ հայ ՝ մեկ հոդված»). رُوج لهذه الحملة الإعلامية في العديد من محطات التلفزيون الأرمينية. تهدف الحملة إلى زيادة كمية ونوعية مقالات ويكيبيديا الأرمينية. بالإضافة إلى توسيع وجود اللغة الأرمنية على ويكيبيديا.
عُرضت حملة «أرميني واحد، مقال واحد» في برنامج تلفزيون العامل البشري الذي بُث في 24 مارس 2014 على تلفزيون أرمينيا. وروج للحملة بعد ذلك من قبل العديد من وكالات المعلومات الأخرى.
كان هناك مؤتمر صحفي حول مشروع «أرميني واحد، مقالة واحد» في 27 مارس 2014. في يوليو 2014، ذكرت بي بي سي نيوز أنه نتيجة للحملة، تفوقت ويكيبيديا الأرمينية على جيرانها. صرح وزير التعليم أرمين أشوتيان علنًا، «أرميني واحد، مقال واحد - سأفعل ذلك بالتأكيد وأعتقد أنك ستفعله أيضًا.» ووزير الدفاع سيران أوهانيان
إنه أنشأ حسابًا على ويكيبيديا للجيش الأرمني.

## الإحصائيات
| عدد المستخدمين المسجلين | عدد المستخدمين النشيطين | عدد المقالات | صفحات المحتوى | عدد التعديلات | عدد الملفات المرفوعة | عدد الإداريين |
| ----------------------- | ----------------------- | ------------ | ------------- | ------------- | -------------------- | ------------- |
| 154٬252                 | 501                     | 319٬207      | 1٬173٬356     | 10٬313٬479    | 12٬260               | 10            |

## المعرض

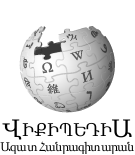
شعار ويكيبيديا الأرمينة حتى عام 2012.
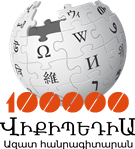
شعار ويكيبيديا الأرمينية بمناسبة إنشاء 100,000 مقالة (2 ديسمبر 2013)
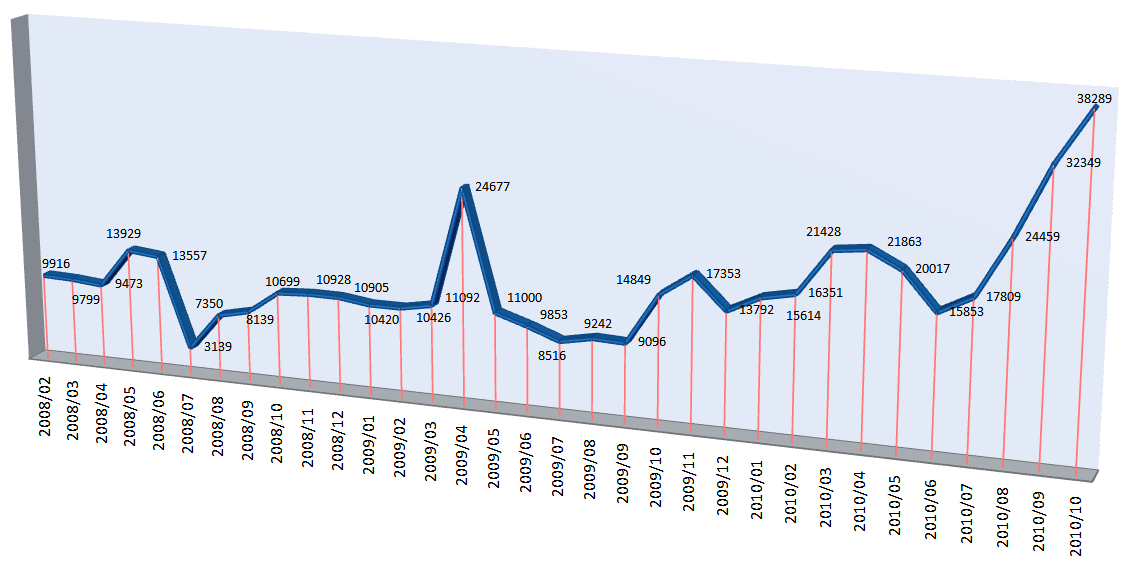
مشاهدات ويكيبيديا الأرمينية 2008-2010